# 狄奥多琳达
特奥德琳达（Theodelinda，570年代—628年，也拼作Theudelinde）是伦巴第王国的王后，先后嫁给两位伦巴第国王奥塔里与阿吉卢尔夫。她还是其子阿达洛尔德年幼时的摄政，并在其成年后自616年至626年担任共同摄政。在三十余年中，她在伦巴第王国拥有广泛影响力，统治范围涵盖亚平宁山脉与阿尔卑斯山之间的大部分意大利地区。她出生于信奉天主教的法兰克王族，成功说服其首任丈夫奥塔里放弃异教信仰，皈依基督教。

## 生平
她是巴伐利亚公爵加里巴尔德一世与瓦尔德拉达之女。
作为巴伐利亚公主，她的母系出自伦巴第王族，传说中其祖先为七代之前的伦巴第国王瓦科。

### 初婚
特奥德琳达于588年与伦巴第国王奥塔里结婚，他是克列夫王之子。教宗额我略一世可能支持这场婚姻，以促成天主教的巴伐利亚公主与信奉阿里乌教派的伦巴第王国联姻，类似于他早前促成克洛维一世的曾孙女贝尔塔与肯特王埃塞尔伯特的婚姻。 但奥塔里于590年去世，婚姻维持时间甚短。

### 再婚

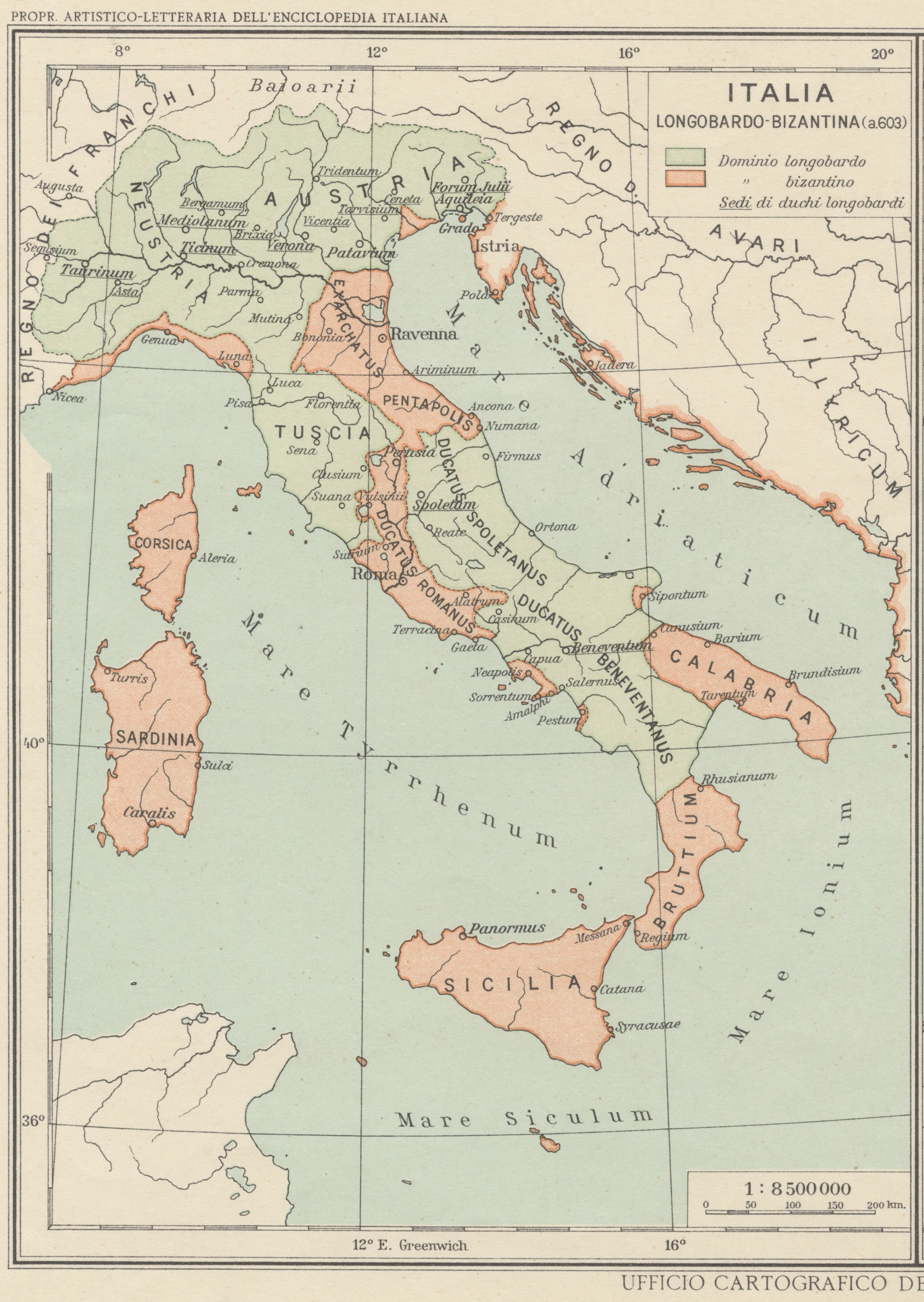
603年意大利地图

奥塔里死后，特奥德琳达在全国受到高度尊崇，被请求继续执政并挑选继任者。 然而历史学家罗杰·柯林斯对此有所保留——该说法主要来自执事保罗——柯林斯认为，这一选择可能更多源于政治谈判或权力施压。
无论如何，仅在奥塔里死后两个月，特奥德琳达便选择了阿吉卢尔夫为夫，并与之成婚。 她从此积极推动尼西亚信经版本的基督教重回意大利主流地位，对抗阿里乌教派。她的影响力横跨亚平宁山脉与阿尔卑斯山之间的大部分意大利地区。
虽然丈夫阿吉卢尔夫继续信仰阿里乌教派，他允许两人的儿子以天主教礼受洗。 倫巴第诸侯因此猜忌国王是否已屈从于被征服者的信仰。 阿吉卢尔夫并未允许特奥德琳达的信仰影响他对拜占庭的政策。
特奥德琳达与教宗额我略一世（任期590–604年）保持书信往来，部分信件被八世纪史家保罗·执事记录。 信件内容之一即为关于丈夫改宗的劝说。
为进一步传播天主教信仰，她广泛接纳传教士进入其统治区。 教宗也因她的虔诚送上众多礼物，包括叙利亚–巴勒斯坦制作的银圣油瓶、福音盒、来自拜占庭的黄金十字架。
该十字架镶嵌宝石，象征“即將來臨的天主王國”。

### 摄政时期
616年阿吉卢尔夫临终前，任命特奥德琳达为儿子阿达洛尔德的摄政。当儿子成年后，她仍保留共同统治权。
特奥德琳达统治伦巴第王国长达约35年。
她为展现信仰，在蒙扎（今米兰附近）建造了一座奉献给施洗者圣约翰的天主教堂，即蒙扎主教座堂，并大力资助。她亦兴建多个修道院，如波比奥修道院和佩多纳修道院（据保罗·执事记载还有其他）。
在“蒙扎宝库”中，藏有一尊金银雕制的母鸡与雏鸡雕塑，可能也是教宗赠礼。

## 备注
1. ↑  教廷维持与特奥德琳达的关系符合其利益，借此在伦巴第王廷建立影响力。[4]
2. ↑  尽管保罗·执事在其著作中常常贬斥女性权贵，但对特奥德琳达却给予高度赞誉，视她为女英雄。[8]
3. ↑  同年，教宗伯拉纠二世去世，由教宗额我略一世继任。[11]
4. ↑  历史学者约翰内斯·弗里德指出，此十字架即为“额我略十字架”，至今仍完整保存。[15]
5. ↑  蒙扎宝藏中包括伦巴第铁王冠与“波斯圣盒”（theca persica），内含约翰福音片段，由教宗赠予特奥德琳达用于其子阿达罗尔德。另一礼物是十字形圣物盒（encolpion），内藏真十字架遗物。

特奥德琳达与伦巴第铁王冠的关系，在蒙扎主教座堂的特奥德琳达礼拜堂壁画中有所描绘，由安布罗焦与格雷戈里奥·扎瓦塔里于1444年绘制。

### 引用
1. 1 2  Silva 1913.
2. ↑  Wolfram 1997，第295頁.
3. ↑  Collins 1999，第208頁.
4. ↑  Duffy 2006，第65頁.
5. ↑  Wallace-Hadrill 2004，第53頁.
6. 1 2  Marina 2013，第386頁.
7. 1 2 3 4  Frassetto 2003，第341頁.
8. ↑  Wickham 2009，第197頁.
9. ↑  Collins 1999，第209頁.
10. ↑  Hartmann 1913，第201頁.
11. ↑  Bauer 2010，第256頁.
12. 1 2  Todd 2004，第228頁.
13. ↑  Brown 1995，第42頁.
14. ↑  Wallace-Hadrill 2004，第53–54頁.
15. 1 2  Fried 2015，第28頁.
16. ↑  Hartmann 1913，第202頁.
17. ↑  Wolfram 1997，第298頁.
18. ↑  Frassetto 2003，第341–342頁.
19. ↑  Wallace-Hadrill 2004，第54頁.
20. ↑  O'Donnell 2008，第346頁.

### 文献
- Bauer, Susan Wise. . New York: W. W. Norton & Company. 2010. ISBN 978-0-39305-975-5.
- Brown, Thomas. . George Holmes  (编). . Oxford and New York: Oxford University Press. 1995. ISBN 978-0-19960-582-8.
- Collins, Roger. . New York: St. Martin’s Press. 1999. ISBN 978-0-31221-886-7.
- Duffy, Eamon. . New Haven; London: Yale University Press. 2006. ISBN 978-0-30011-597-0.
- Frassetto, Michael. . Santa Barbara, CA: ABC-CLIO. 2003. ISBN 978-1-57607-263-9.
- Fried, Johannes. . Cambridge and London: The Belknap Press of Harvard University Press. 2015. ISBN 978-0-67405-562-9.
- Hartmann, L.M. . H.M. Gwatkin; J.P. Whitney  (编). . III [The Rise of the Saracens and the Foundations of the Western Empire]. New York: Macmillan & Co. 1913.
- Marina, Areli. . I Tatti Studies in the Italian Renaissance (University of Chicago Press). 2013, 16 (1/2): 377–414. JSTOR 10.1086/673405. S2CID 194035594. doi:10.1086/673405.
- O'Donnell, James. . New York: Harper Collins. 2008. ISBN 978-0-06-078741-7.
- Silva, Paolo. . Charles G. Herbermann; Edward A. Pace; Conde B. Fallen; Thomas J. Shahan; John J. Wynne  (编).  9. Robert Appleton Company and Encyclopedia Press. 1913  [29 July 2013].
- Todd, Malcolm. . Oxford and Malden, MA: Blackwell publishing. 2004. ISBN 978-1-40511-714-2.
- Wallace-Hadrill, J. M. . Malden, MA: Wiley-Blackwell. 2004. ISBN 978-0-63120-292-9.
- Wickham, Chris. . New York: Viking. 2009. ISBN 978-0-67002-098-0.
- Wolfram, Herwig. . Berkeley and Los Angeles: University of California Press. 1997. ISBN 0-520-08511-6.